# Plouaret
Plouaret är en kommun i departementet Côtes-d'Armor i regionen Bretagne i nordvästra Frankrike. Kommunen ligger i kantonen Plouaret som tillhör arrondissementet Lannion. År 2022 hade Plouaret 2 230 invånare.

## Befolkningsutveckling
Antalet invånare i kommunen Plouaret
Referens:INSEE